# Вус (статистика)

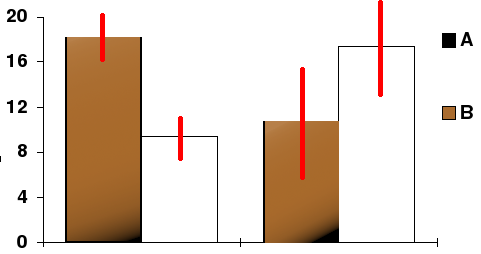
Стовпчикова діаграма з довірчими інтервалами (показані як червоні лінії)

Вус — це графічне представлення мінливості даних, яке використовують на графіках, щоб позначити похибки або невизначеності у поданих вимірюваннях. Вони створюють загальне відчуття того, наскільки точними є вимірювання, або навпаки, як далеко від поданих значень може бути істинне значення. Вус часто представляє одне стандартне відхилення невизначеності, одну стандартну похибку або певний довірчий інтервал (наприклад, 95% інтервал). Ці кількості не одне й те саме, тому обрана міра має бути явно вказаною на графіку або в описі.